# 失宠王妃之结缘
《失宠王妃之结缘》 又名:《天地情缘》，改编自网络作家雪灵之小说《结缘》，2013年9月6日開拍，同年11月30日殺青。李晟继《倾城绝恋》后再次参与雪灵之的小说作品。台灣OTT由LiTV 線上影視全劇上架。

## 播放平台
| 頻道             | 所在地 | 播映日期                     | 播出時間                              | 備註               |
| ---------------- | ------ | ---------------------------- | ------------------------------------- | ------------------ |
| 阳江公共频道     | 中国   | 2015年2月17日                | 18:30-21:30                           | 每天三集           |
| 广州综合频道     | 中国   | 2015年2月19日至2015年3月10日 | 19:30-20:55                           | 每天兩集(粵語配音) |
| 潮州公共频道     | 中国   | 2015年3月4日                 | 19:50-22:45                           | 每天兩集           |
| 汕头新闻综合频道 | 中国   | 2015年3月4日                 | 20:00-22:00                           | 每天兩集           |
| 天下衛視         | 美国   | 2015年7月15日                | 20:00-22:00                           | 每天兩集           |
| CHING            |        | 2016年6月29日起              | 韩国时间：10:40-12:40 （09:40-11:40） | 每天两集           |

## 劇情
五代十國時期藩镇割據。月箏（李晟飾）一心深愛凤璘（高雲翔飾），然而凤璘的弟弟凤珣（黃明飾）是月箏的從小玩伴，對月箏也一往情深，凤璘卻與杜將軍之女絲雨（黎一萱飾）兩情相悅，在家長的主導下，月箏得償所願嫁給凤璘，原本凤璘並不在意她，可是在她無私、無怨、無悔的付出中，凤璘為其感動，深深愛上月箏。
一次意外裡，月箏險為凤璘犧牲，更加深凤璘保護月箏的心意，然而月箏卻對凤璘產生了誤會，絲雨雖然用盡心計，趁虛嫁給凤璘，卻因機關算盡而失去凤璘的真愛。凤璘展現誠意，一心化解月箏對他的心結，終在他堅持不懈的信念中，兩人重拾夫妻深情。

## 演员表
| 演员                  | 角色          | 简介 | 配音   |
| 李晟 童年：姚心怡     | 原月筝        | 凤璘授业恩师原学士之女，喜欢凤璘。剧中先为梁王妃，后为懿靖皇后。为成全凤璘阴谋，中箭后心死又郁郁寡欢，后病情加重，不惜假死就为了逃离凤璘。                                                                           | 乔诗语 |
| 高云翔 童年：方姚子镱 | 宗政凤璘      | 原著为翥凤王朝五皇子。剧中先为梁王（天淄国大皇子），顺千帝中毒驾崩后为天淄国皇帝。先喜欢杜丝雨，为了复仇阴谋娶了月筝为梁王妃后深爱着她。                                                                             | 王凯   |
| 黄明 童年：陈旭       | 宗政凤珣      | 原著为翥凤王朝太子，剧中为天淄国太子，顺千帝中毒驾崩后被当成带头起兵叛乱，谋夺皇位，被朝廷下令追捕。原月筝青梅竹马，对其一往情深。                                                                                   | 张杰   |
| 黎一萱 童年：贾川西   | 杜丝雨        | 翥凤王朝大将军之女，清秀靓丽的大家闺秀，原本与宗政凤璘两情相悦，却因为月筝的介入而情断义绝，从而因爱生恨。之后更是使劲手段想置原月筝于死地，最终因机关算尽而失去凤璘的真爱。後期不惜和容子期发生关系，诞下凤婕公主。 | 马海燕 |
| 霍政谚 童年：陈鸿锦   | 原月阙        | 凤璘授业恩师原学士之子，原月筝的哥哥。文武兼备的大将军，本是随性的顽主，无心朝政，但为了妹妹的幸福，不惜改变自己原本的人生规划，投身到朝政之中，力挺宗政凤璘，并成为了其在皇权争夺中的最佳拍档。                     | 张磊   |
| 李雅男                | 隽祁          | 勐岜国九皇子，喜欢原月筝。 | 赵毅   |
| 申珉熙                | 骆嘉霖/黑牡丹 | 原月阙之妻。名为朝廷舞姬，年幼时候成孤儿被杜志安收养，后培养为的杀手替他办事，混进原家当奸细。为月阙诞下一子，小也。                                                                                                 | 谢轶辉 |
| 杨丽菁                | 蒋南青        | 凤璘小师傅，韩锦成、谢涵白、原夫人师妹。韩锦成暗恋之对象，但却只喜欢谢涵白。 | 李金艳 |
| 高兰村                | 杜志安        | 杜丝雨的父亲。先为大将军（顺千帝时期），後來成為宰相（凤璘为帝时期）。满腹心机，奸恶。培养了一群连凤璘都不知道的杀手还有在朝廷中拉拢势力。                                                                           | 宣晓鸣 |
| 佟凡                  | 孙国忠        | 孙皇后哥哥，替孙皇后干尽所有坏事情 | 齐克建 |
| 赵玥                  | 原夫人        | 原月筝原月阙的母亲，原学士之妻。为韩锦成、谢涵白师妹，蒋南青师姐。 | 邓小鸥 |
| 范鸿轩                | 原有恭        | 学士，原月筝/原月阙的父亲，凤璘授业恩师，心性软弱。 | 高枫   |
| 寇振海                | 顺千帝        | 天淄国皇帝，鳳璘與鳳珣之父。 | 孙佳禾 |
| 王琳                  | 孙皇后        | 风珣母后，为了王位和凤珣不惜做尽坏事，长期和凤璘不合。 | 金雁   |
| 张雅萌                | 孝慧皇后      | 凤璘母后，顺千帝原配。病重过世后，儿子也被冷落。 | 李金艳 |
| 郭震                  | 韩锦成        | 凤璘大师傅，愛慕蔣南青。 |        |
| 张弓                  | 谢涵白        | 原月筝原月阙恩师，为韩锦成师弟，原夫人和蒋南青的二师兄。終生非蔣南青不娶。 | 张震   |
| 上官瞳                | 杜夫人        | 杜丝雨的母亲，杜志安之妻。 |        |
| 王会来                | 卫皓          | 凤璘贴身护卫，喜歡香蘭，後成香兰之夫。 | 彭尧   |
| 朱珏                  | 香兰          | 原月筝陪嫁丫鬟，喜歡衛皓，後成卫皓之妻。 | 郑言   |
| 侯凯                  | 容子期        | 大将军，宗政凤璘最信任的心腹和好兄弟。默默愛慕絲雨，并与杜丝雨发生关系，诞下一名女婴名凤婕。 | 路知行 |
| 张天阳                | 隽杰          | 勐岜二皇子，后为大汗。处处针对隽祁 | 吴凌云 |
| 孙嘉一                | 杏儿          | 杜丝雨（兰贵妃）贴身宫女，为杜家办事。 |        |
| 朱纹萱                | 云翠          | 杜丝雨（兰贵妃）宫里的宫女，容子期妹妹。 |        |
| 黄子熙                | 小艾          | 与骆嘉霖名为朝廷舞姬，年幼时候成孤儿同被杜志安收养，后培养为的杀手替他办事。曾经出手伤害月筝，害她流产。 |        |
| 魏中凯                | 香公公        | 凤珣太子身边的太监。 | 凌振赫 |
| 王浩然                | 文心          | 谢涵白徒弟，原月阙原月筝师弟。 |        |
| 金刚                  | 刁风          | 杜志安培养的杀手，替他办事。 |        |
|                       | 凤婕（公主）  | 名为宗政凤璘和杜丝雨之女，实为容子期和杜丝雨私通的私生女。 |        |
| 蒋金特                | 阳儿          | 宗政凤璘和原月筝之子 |        |
| 林纳乐                | 月儿          | 宗政凤璘和原月筝之女 |        |

## 电视剧歌曲
| 歌名       | 主唱   | 曲別   |
| 今生为你   | 杨宵   | 片头曲 |
| 半世缘     | 刘沁   | 片尾曲 |
| 想着你的爱 | 王哲   | 插曲   |
| 爱很简单   | 李蔓维 | 插曲   |